# Ikona gejowska

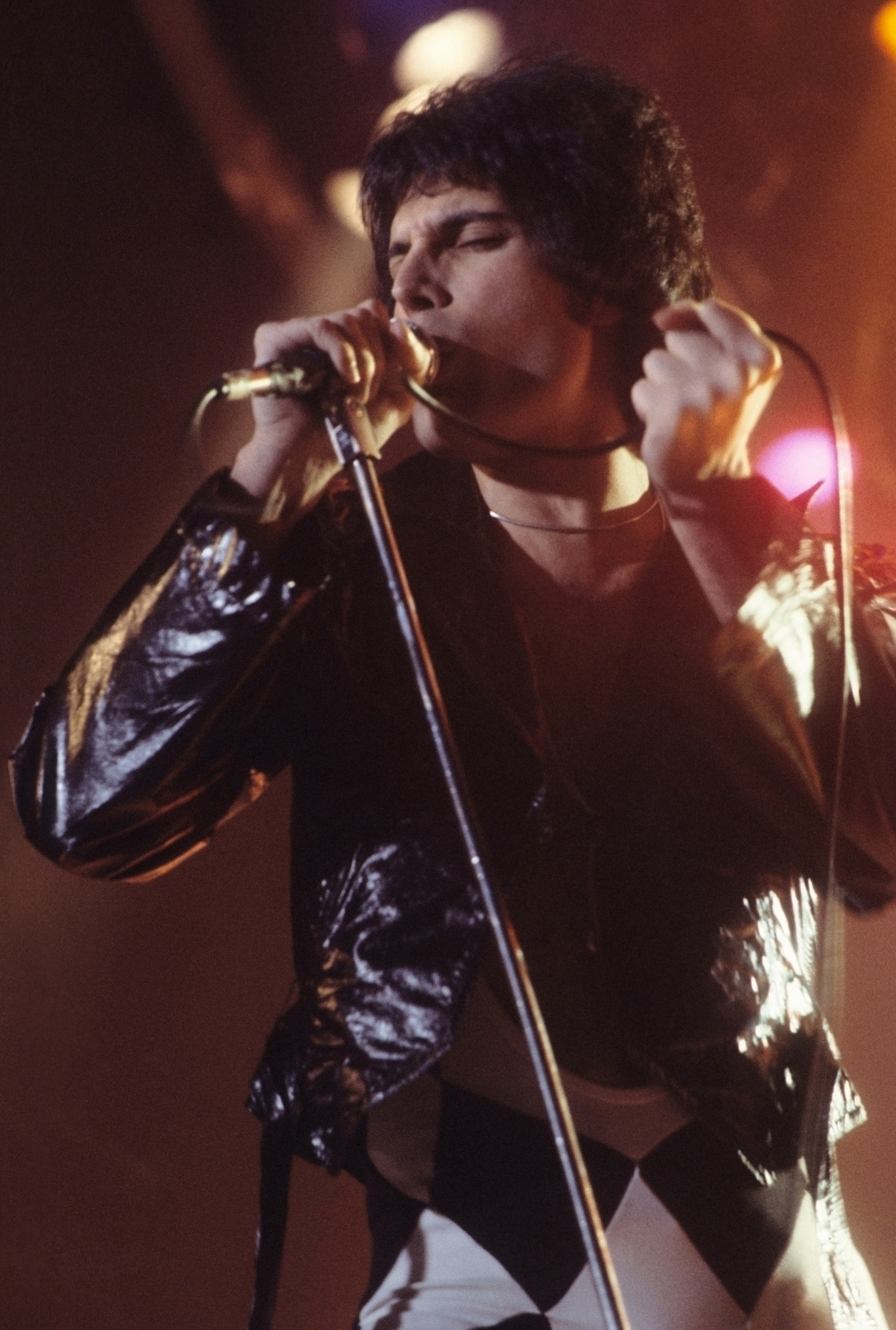
Piosenkarz Freddie Mercury jest często uznawany za jedną z najważniejszych ikon gejowskich

Ikona gejowska (ang. gay icon) – gwiazda lub osoba publiczna, która otrzymała status kultowej osobowości w społeczności LGBT.
Ikonami gejowskimi często są wpływowe osoby medialne, o różnych orientacjach seksualnych i tożsamościach płciowych. Większość ikon gejowskich, również heteroseksualnych, deklaruje swoje wsparcie dla społeczności LGBT w walce o ich prawa.

## Historycznie

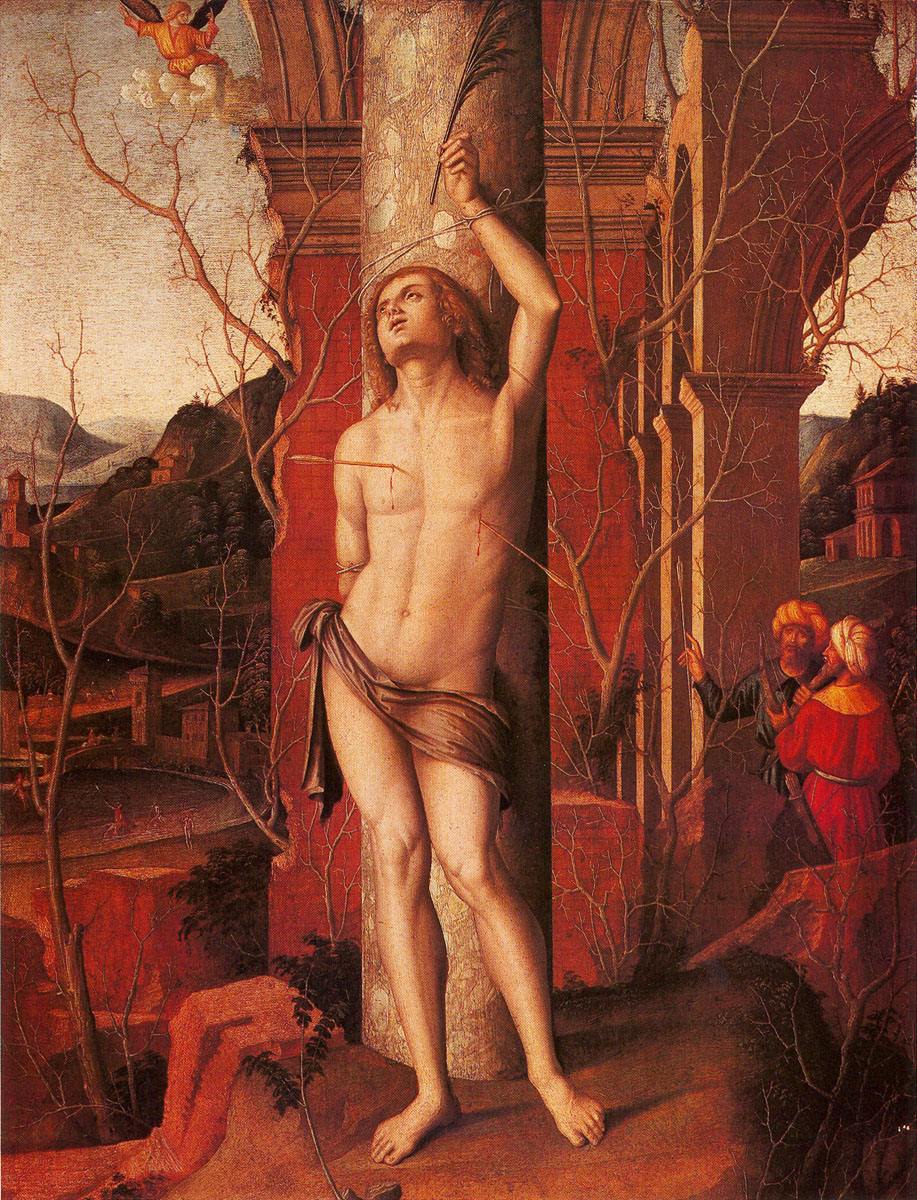
Święty Sebastian jest jedną z pierwszych zachowanych w historii ikon gejowskich

Najwcześniejszą ikoną gejowską mógł być święty Sebastian, chrześcijański święty i męczennik, którego silna i półnaga sylwetka, przeszyta symboliczną strzałą i ekstatyczny wyraz bólu na twarzy od stuleci intrygowały artystów, zarówno homoseksualnych, jak i heteroseksualnych. Pierwszy wyraźnie gejowski kult rozpoczął się w XIX wieku. Dziennikarz Richard A. Kaye napisał: „Współcześni homoseksualiści od razu mogli zobaczyć u Sebastiana oszałamiające ogłoszenie homoseksualnego pożądania (w istocie homoerotyczny ideał) i pierwowzór torturowanego, ukrytego w szafie, geja”.
Ze względu na status świętego Sebastiana jako ikony gejowskiej Tennessee Williams postanowił użyć imienia świętego dla umęczonej postaci Sebastiana w jego sztuce „Suddenly, Last Summer”. Imię to wykorzystał także Oscar Wilde – jako Sebastian Melmoth – na wygnaniu po zwolnieniu z więzienia. Wilde, irlandzki pisarz i poeta, mniej więcej tak „wyszedł z szafy”, jak to było możliwe pod koniec XIX wieku, i sam jest uważany za ikonę gejowską.
Kolejną ikoną gejowską dekadentów XIX wieku stał się rzymski cesarz Heliogabal. Jego historia (kojarzona do połowy XIX wieku wyłącznie z tyranią i ekscentryzmem) została przez nich reinterpretowana jako portret prekursora dekadenckiego stylu życia i wyzwolonej gejowskiej seksualności. Powstające w latach 60. i 70. XX wieku, podczas procesu emancypacji ruchu LGBT, analizy kontynuowały ten proces, rehabilitując postać Heliogabala jako wielowymiarową queerową ikonę.
Maria Antonina była wczesną ikoną lesbijską. Plotki o jej relacjach z kobietami (w szczegółach pornograficznych) były rozpowszechniane przez antyrojalistyczne broszury przed rewolucją francuską. W wiktoriańskiej Anglii biografowie, którzy idealizowali Ancien Régime, starali się zaprzeczyć plotkom, ale jednocześnie romantyzowali „siostrzaną” przyjaźń Marii Antoniny z księżną de Lamballe, która – w słowach z biografii z 1858 roku – była jedną z „rzadkich i wielkich miłości, które Opatrzność jednoczy w śmierci”. Pod koniec XIX wieku była kultową ikoną safizmu. Jej egzekucja, postrzegana jako tragiczne męczeństwo, mogła zwiększyć jej urok.
Nawiązania do jej reputacji pojawiły się w literaturze lesbijskiej z początku XX wieku – przede wszystkim w Źródle samotności (The Well of Loneliness) Radclyffe Hall, w którym dramaturg i gej Jonathan Brockett opisuje Marię Antoninę i de Lamballe jako „biedne dusze… mające dosyć podstępów i pretensji”. Maria Antonina miała także charakter ikony gejowskiej, m.in. dla francuskiego powieściopisarza, dramaturga, poety, eseisty i działacza politycznego Jeana Geneta, który był zafascynowany jej historią. Zawarł rekonstrukcję jej egzekucji w sztuce The Maids z 1947 roku.
Na zachodzie w połowie XIX wieku ukształtowała się kultura idoli. Różne polityczne i ideologiczne tendencje, komercyjne przedsięwzięcia kreowały wizerunki kultowych osobowości, aby wywoływać uwielbienie wśród ludzi, przyciągać i zatrzymywać zwolenników. Kultura konsumpcyjna i przemysł rozrywkowy stworzyły szybko rozwijający się rynek idoli. Było to w dużej mierze spowodowane rozwojem mediów, które z powodzeniem odtwarzały nowe popularne obrazy.
W tej atmosferze osoby LGBT, żyjące w przytłaczającym społeczeństwie, które negowało ich miłość, kryminalizowało i ograniczało ich prawa, próbowały uciec od rzeczywistości, wymyślając obrazy ikon gejowskich, które pomogły odetchnąć lub przezwyciężyć trudności życiowe, uciec przed ograniczeniami stworzonymi przez heteroseksualną kulturową matrycą.

## Współcześnie

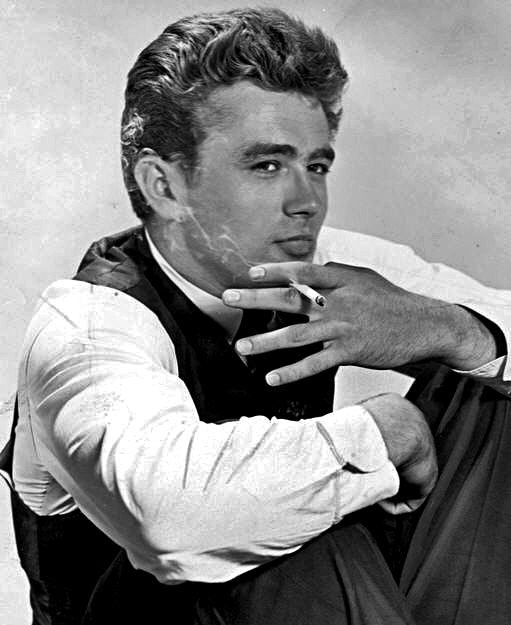
James Dean stał się ikoną lesbijską w latach 50.

Współczesne ikony gejowskie w rozrywce to gwiazdy filmowe i muzycy, z których większość ma silne, charakterystyczne osobowości, a wielu z nich zmarło w młodości lub w tragicznych okolicznościach. Na przykład grecka śpiewaczka operowa Maria Callas – która osiągnęła swój szczyt w latach 50. XX wieku – stała się ikoną gejowską, ponieważ wyjątkowe cechy jej występów scenicznych były powiązane z burzliwym życiem prywatnym, serią nieszczęśliwych romansów i samotną, przedwczesną śmiercią w Paryżu po tym, jak opuścił ją głos.
Ikony lesbijek to najczęściej sławne kobiety, które same są (lub podobno są) lesbijkami lub biseksualne. Jednak kilku mężczyzn-artystów miało również kultowy status dla lesbijek. James Dean był wczesną ikoną lesbijską, która wraz z Marlonem Brando wpłynęła na wygląd i wizerunek butchy w latach 50. i później. Jeden z krytyków argumentował za Johnnym Cashem jako mniejszą ikoną lesbijską, przypisując jego urok „lesbijskiej identyfikacji z niespokojną i cierpiącą męskością”. Autor fantastyki naukowej Forrest J. Ackerman został nazwany „honorową lesbijką” za pomoc w pierwszych dniach organizacji praw lesbijek Daughters of Bilitis. Pisał także powieści lesbijskie pod pseudonimem Laurajean Ermayne.

## Wybrane przykłady

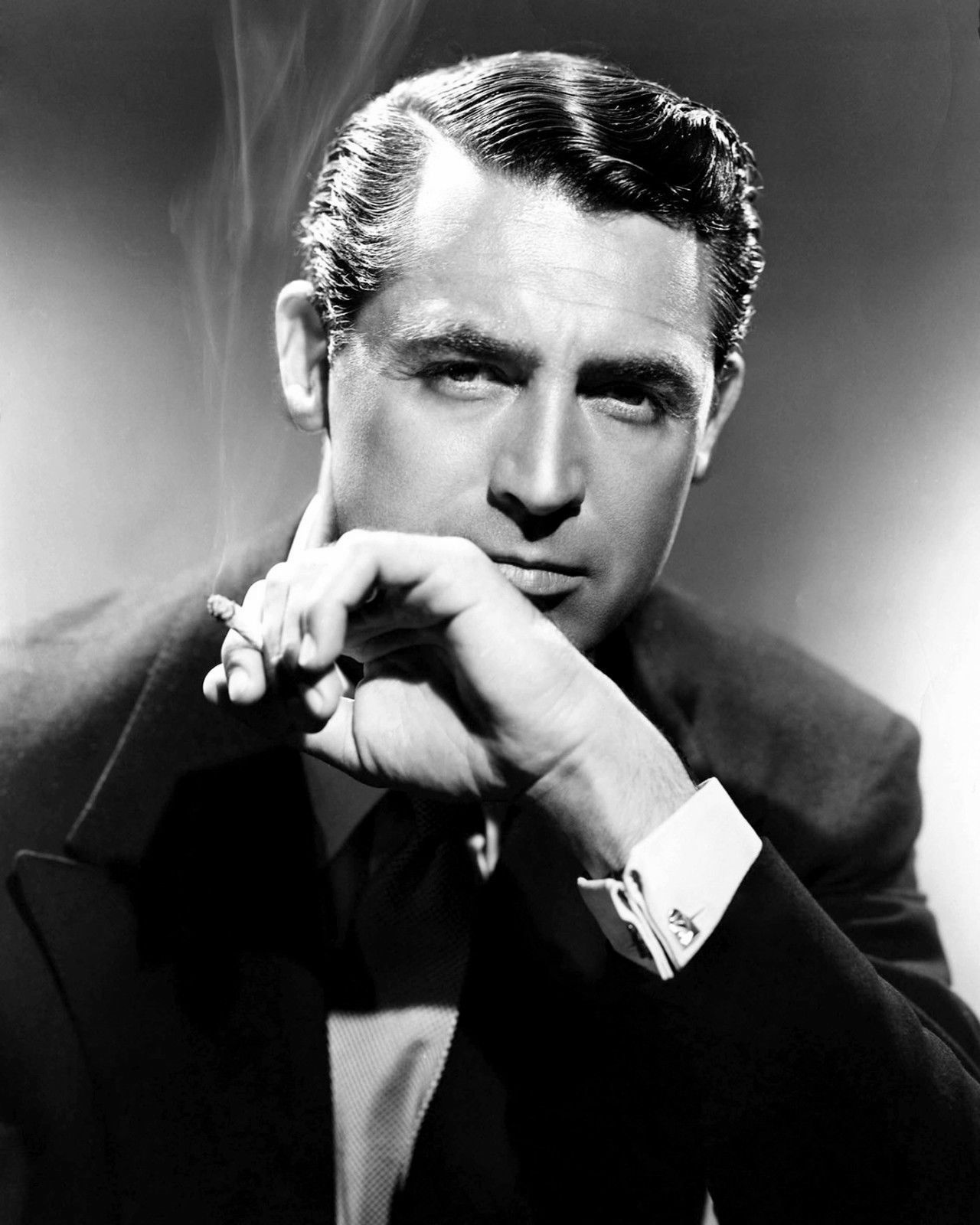
Cary Grant, jedna z ikon gejowskich lat 30. i 40.

### Lata 30. i 40.
- Cary Grant[19] – amerykański aktor brytyjskiego pochodzenia
- Édith Piaf[20] – francuska piosenkarka
- Carmen Miranda[21] – brazylijska piosenkarka portugalskiego pochodzenia
- Katharine Hepburn[22] – amerykańska aktorka
- Dorothy Parker[potrzebny przypis] – amerykańska poetka i satyryczka
- Bette Davis[23] – amerykańska aktorka

### Lata 50. i 60.

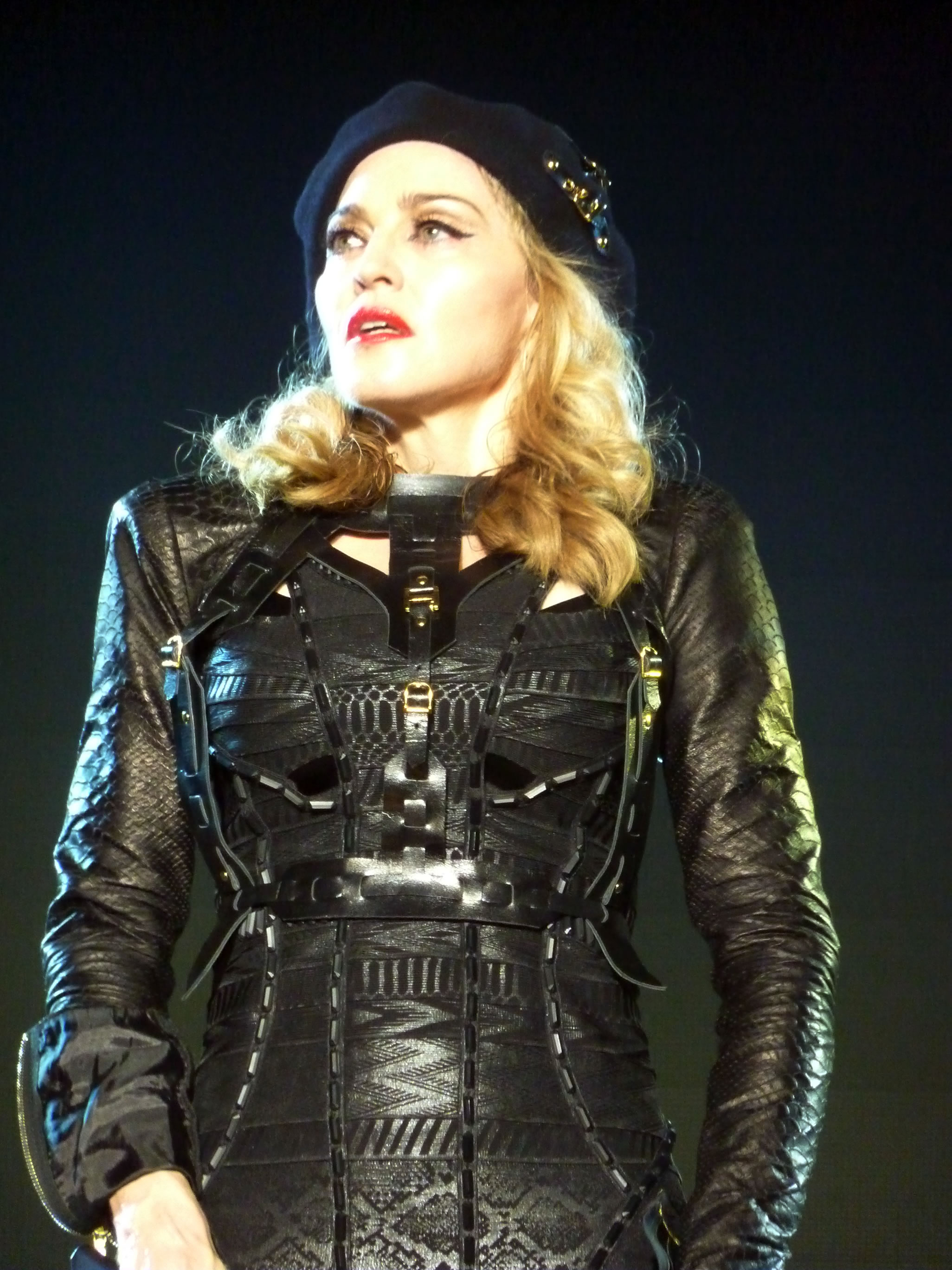
Madonna, uznana ikona gejowska

- Elizabeth Taylor[24] – amerykańska aktorka brytyjskiego pochodzenia
- Audrey Hepburn[19] – aktorka pochodzenia brytyjsko-holenderskiego
- Marilyn Monroe[25] – amerykańska piosenkarka, aktorka i modelka
- Judy Garland[26][27] – amerykańska aktorka
- Maria Callas[28] – grecka śpiewaczka operowa
- James Dean[potrzebny przypis] – amerykański aktor
- Marlon Brando[potrzebny przypis] – amerykański aktor

### Lata 70. i 80.
- Gloria Gaynor[29] – amerykańska piosenkarka
- Violetta Villas[26] – polska artystka estradowa
- Krystyna Prońko[26] – polska piosenkarka i wokalistka jazzowa
- Barbra Streisand[27] – amerykańska piosenkarka i aktorka
- Elaine Paige[30] – brytyjska aktorka i piosenkarka
- Elton John[31] – brytyjski piosenkarz, kompozytor i pianista
- Cher[32] – amerykańska piosenkarka, aktorka i reżyserka
- Madonna[27][19] – amerykańska aktorka i piosenkarka
- Oprah Winfrey[33] – amerykańska prezenterka telewizyjna, aktorka i producentka
- Liza Minnelli[25][26] – amerykańska aktorka i piosenkarka
- Freddie Mercury[34] – brytyjski piosenkarz
- Donna Summer[35] – amerykańska piosenkarka
- David Bowie[potrzebny przypis] – brytyjski piosenkarz, producent i aktor

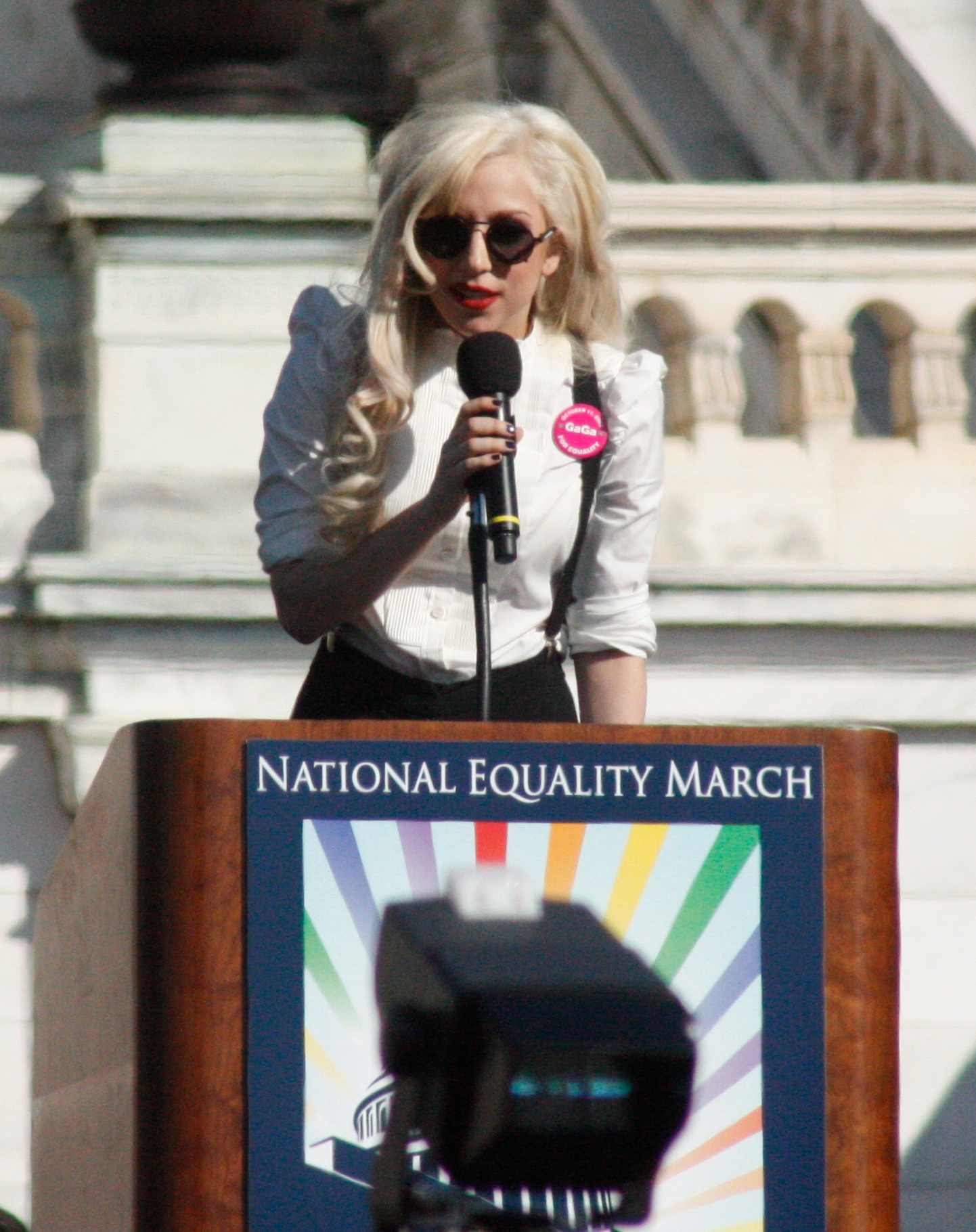
Lady Gaga, otwarcie biseksualna ikona gejowska i aktywistka LGBT, podczas wygłaszania mowy na National Equality March w 2009 roku

### Lata 90. i początek XXI wieku
- Kylie Minogue[26][27][36] – australijska piosenkarka i aktorka
- Janet Jackson[37][38][39] – amerykańska aktorka i piosenkarka

### Po 2010
- Ellen DeGeneres[25] – amerykańska prezenterka telewizyjna, aktorka i komiczka stand-upowa
- Neil Patrick Harris[40] – amerykański aktor, piosenkarz i magik
- Rosie O’Donnell[41] – amerykańska komiczka stand-upowa, aktorka, piosenkarka i osoba medialna
- Tori Spelling[42] – amerykańska aktorka
- Lana Del Rey[43] – amerykańska piosenkarka
- Spice Girls[44] – brytyjska grupa muzyczna
- Lady Gaga[45] – amerykańska piosenkarka
- Christina Aguilera[46] – amerykańska piosenkarka
- Britney Spears[47] – amerykańska piosenkarka
- Agoney[48] – hiszpańska piosenkarka i autorka tekstów